# Massachusetts
Massachusetts (engelskt uttal: [ˌmæsəˈtʃuːsɪts]
 ( lyssna); formellt Commonwealth of Massachusetts, "Samväldet Massachusetts") är en av USA:s delstater som ligger i New England i nordöstra delen av landet. Namnet är algonkin och betyder ’det stora bergets folk’. Huvudstaden är Boston. Massachusetts bestod under brittisk tid först av Massachusetts Bay-kolonin och Plymouthkolonin. Den amerikanska revolutionen anses ha inletts i denna delstat, i och med tebjudningen i Boston.

## Historia
Massachusetts utgjordes ursprungligen av två skilda kolonier: Plymouthkolonin och Massachusetts Bay-kolonin. Den förra var den första engelska kolonin som grundlades i New England och bestod av ett hundratal engelska separatister från York, som en tid vistats i Nederländerna och därifrån ämnade söka sin tillflykt i Virginia, men som på skeppet Mayflower vinddrevs till Cape Cod och landsteg 21 december 1620 vid nuvarande Plymouth. Kolonin vid Massachusetts Bay, ursprungligen vid Salem, grundlades 1628 av Massachusetts Company. 1691 förenades båda kolonierna tillsammans med bland andra Maine till en kolonialprovins under en engelsk guvernör.
Boston, som anlagts 1630, var den amerikanska frihetens vagga, och där, i nuvarande förstaden Charlestown, stod den 17 juni 1775 det blodiga slaget vid Bunker Hill. Av de 231 791 man som kolonierna sände i fält under befrielsekriget lämnade Massachusetts större kontingent än någon annan koloni, nära 68 000 man.
Den 15 mars 1820 utbröts Maine, som dittills utgjort en del av Massachusetts, och blev en egen delstat.

## Geografi
Massachusetts gränsar i norr mot Vermont och New Hampshire, i öster mot Atlanten, i söder mot Rhode Island och Connecticut och i väster mot New York. Utanför kusten ligger flera öar; de största och mest kända är Martha's Vineyard och Nantucket.

### Större städer
De tio största städerna i Massachusetts:
- Boston (609 500 invånare)
- Worcester (175 011 invånare)
- Springfield (150 640 invånare)
- Cambridge (105 596 invånare)
- Lowell (103 615 invånare)
- Brockton (93 007 invånare)
- Quincy (92 339 invånare)
- New Bedford (91 365 invånare)
- Fall River (90 931 invånare)
- Lynn (86 957 invånare)

### Klimat
Massachusetts har ett tempererat klimat med varma, fuktiga somrar och kalla, snöiga och blåsiga vintrar. Temperaturen på sommaren ligger på runt 25 °C dagtid med milda nätter. Vintertid ligger temperaturerna stadigt under 0 °C med cirka 170 centimeter snö per vintersäsong. Det faller i genomsnitt cirka 1 000–1 200 millimeter regn per år.

## Politik
Fram till 1900-talets första decennier var republikanerna det starkaste partiet, men efterhand har demokraterna kommit att dominera, bland annat i och med att många nya invandrargrupper från främst katolska länder vanligen stött demokraterna. Demokraternas kandidat John Kerry fick över 60 procent av rösterna i 2004 års presidentval, ett större stöd än i någon annan delstat (om man inte räknar med District of Columbia).
Massachusetts General Court är delstatens lagstiftande församling och delas in i två kamrar, senaten och representanthuset, vars ledamöter har tvååriga mandatperioder. Massachusetts guvernör tillsätts genom allmänna val vart fjärde år.

## Utbildning
Massachusetts har en lång utbildningstradition. Den 23 april 1635 grundades Boston Latin School, vilket gör den till den äldsta skolan i Nordamerika. År 1852 blev Massachusetts första delstat i USA att införa obligatorisk skolgång. I Massachusetts finns flera stora utbildningsstater, och ett flertal kända universitet, exempelvis Harvard som är USA:s äldsta institution för högre utbildning, år 1636.

## Kända personer födda i Massachusetts
- John Adams, USA:s 2:a president
- Sammy Adams, amerikansk sångare
- John Quincy Adams, USA:s 6:e president
- Louisa May Alcott, författare
- Leonard Bernstein, dirigent, kompositör
- George Bush (d.ä.), USA:s 41:a president
- John Cena, fribrottningsstjärna
- Matt Damon, skådespelare
- Bette Davis, skådespelare
- Cecil B DeMille, filmregissör, producent
- Emily Dickinson, poet
- Ralph Waldo Emerson, filosof, poet
- George Jung, narkotikasmugglare
- Benjamin Franklin, statsman, fysiker
- Elbridge Gerry, guvernör, USA:s 5:e vicepresident
- Elias Howe, symaskinens uppfinnare
- Edward (Ted) Kennedy, federal senator
- John F. Kennedy, USA:s 35:e president
- Robert Kennedy, politiker
- Jack Kerouac, författare
- Matt LeBlanc, skådespelare
- Jack Lemmon, skådespelare
- Jay Leno, TV-programledare
- Rocky Marciano, professionell boxare
- Herman Melville, författare
- Samuel Morse, uppfinnare
- Edward Norton, skådespelare
- Conan O’Brien, TV-programledare
- Sylvia Plath, författare
- Ellen Pompeo, skådespelare
- Paul Revere, silversmed, frihetskämpe
- James Spader, skådespelare
- Charles Michael Kittridge Thompson IV (Black Francis/Frank Black), musiker
- Henry David Thoreau, filosof, författare
- Mark Wahlberg, skådespelare, artist

## Sport
Professionella lag i de högsta ligorna
- New England Patriots – amerikansk fotboll (NFL)
- Boston Bruins – ishockey (NHL)
- Boston Celtics – basketboll (NBA)
- Boston Red Sox – baseboll (MLB)
- New England Revolution – fotboll (MLS)